# Gustave Oberthür
Gustave Adolphe Oberthür, né le 18 octobre 1872 à Bischwiller et mort le 15 mars 1965 à Strasbourg, est un architecte alsacien.

## Biographie

### Jeunesse et formation
Neveu de l'imprimeur François-Charles Oberthür, imprimeur-lithographe à Rennes et fils de Gustave Adolphe Oberthür, imprimeur à Bischwiller et de Fanny Reeg, Gustave Oberthür naît et vit à Bischwiller. Il intègre les écoles d'architecture de Karlsruhe (professeur Karl Schäfer) et Munich. Il est influencé par les idées du Heimatschutz (en) ou style néo-germanique qu'il étudie et défend dans ses différentes réalisations architecturales. Son diplôme en poche, il fait un voyage en Europe (France, Belgique, Hollande, Angleterre, Italie, Grèce, Europe centrale) et en Orient (Égypte) pour étudier les constructions tout en visitant les musées ; ce voyage va influencer ses réalisations.
Il semble qu'un des premiers bâtiments construits par Gustave Oberthür soit l'usine de confection Kauffmann, puis Maural au no 61, route de Colmar au Neudorf. L'inventaire du patrimoine évoque la date de 1886, mais G. Oberthür n'avait alors que 14 ans. Il s'agit probablement d'une erreur. Le bâtiment doit dater de 1898, date de son installation officielle à Strasbourg, et de sa réussite au concours de la Kleine Metzig, à l'âge de 26 ans.
Au début de sa carrière, il a un style historisant avec des bâtiments néo-renaissances, comme la Klein Metzig de Strasbourg ou l'Hôtel des Arts et Métiers de Metz, des immeubles néo-baroques (no 21 quai Rouget de Lisle à l'Orangerie à Strasbourg) ou néo-classiques, comme le Théâtre municipal de Sainte-Marie-aux-Mines. Il essaie le style d'Art nouveau ou Jugendstil (magasins Hertie ou la porte du no 79, avenue des Vosges). Ses bâtiments évoluent dans un style d'art moderne à partir de 1912 (les bâtiments de la Caisse des maladies, de Gaz de Strasbourg ou des Transports de Strasbourg).
Il se met à son propre compte comme architecte entrepreneur de 1901 à 1942. Son bureau d'architecture était situé à Strasbourg au no 27 de la rue des Serruriers. Il habitait dans la villa no 6, rue du Parc à La Robertsau qu'il s'était faite lui-même construire en 1909. De 1901 à 1906, Il est professeur à la Kaiserliche Technische schule, devenue en 1919 l'École nationale technique de Strasbourg ou l'Institut national des sciences appliquées de Strasbourg.
Il travaille avec d'autres architectes comme Ernst Priedat pour la construction de l'Hôtel des Arts et Métiers de Metz, Auguste Brion pour une ville (9 rue Aubry-et-Rau dans le quartier des XV à Strasbourg) et Hippolyte Molher pour un immeuble du no 4 rue du Faubourg de Saverne à Strasbourg.

### Les réseaux politiques et culturels de Gustave Oberthür
Membre de conseil municipal de la ville de Strasbourg de 1908 à 1925, il obtient des contrats lors de la restructuration du centre de la ville lors de la réalisation de la Grande-Percée en 1910. Il réalise également sous la direction du maire socialiste Jacques Peirotes, soucieux d'améliorer les conditions de vie des ouvriers, la construction des immeubles d'Habitation à bon marché dans l'avenue de la Forêt-Noire de la Neustadt en 1921. Il s'agit des immeubles néo-renaissance des blocs I et II de la cité Léon Blum entre les rues de Flandre, Léon Blum, Vauban et l'avenue de la Forêt Noire, soit 240 logements.
Il fréquente également le Cercle de Saint-Léonard dirigé par Anselme Laugel qui défend la culture alsacienne, ce qui lui permet de rencontrer des artistes alsaciens qui vont décorer ses réalisations architecturales, comme le sculpteur Alfred Marzolff, un des piliers du cercle, ou les peintres Paul Braunagel et Auguste Cammissar qui vont décorer le Théâtre municipal de Sainte-Marie-aux-Mines. Il réalise, grâce à l'appui d'Anselme Laugel, la fontaine Sainte-Odile d'Obernai et probablement la maison du forestier au lieu-dit Danielsrain de Kintzheim pour la commune de Sélestat (1907).
Il fonde, en 1907, la Société pour la conservation du Vieux-Strasbourg avec Gustave Stoskopf, l'architecte de la Fondation de l'Œuvre Notre-Dame Johann Knauth, les peintres Lucien Blumer, Théodore Knorr, Émile Schneider et les professeurs Polacszek et Karl Staatsmann, les médecins Pierre Bucher et Léon Dollinger, fondateurs et gérants du Musée alsacien, le président de la Chambre de commerce Léon Ungemach et le secrétaire Hugo Haug, pratiquement tous membres du cercle Saint-Léonard. Cette association a pour préserver les maisons médiévales et de la Renaissance. Pour Gustave Stoskopf, Il surélève sa ferme du no 8, rue Stoskopf à Brumath pour en faire un musée.
Il est membre du la commission municipale des Beaux-Arts dès 1910 et de la commission pour l'extension de la ville de Strasbourg de 1925 à 1934,.

### Réalisations architecturales

#### Bâtiments officiels en Alsace

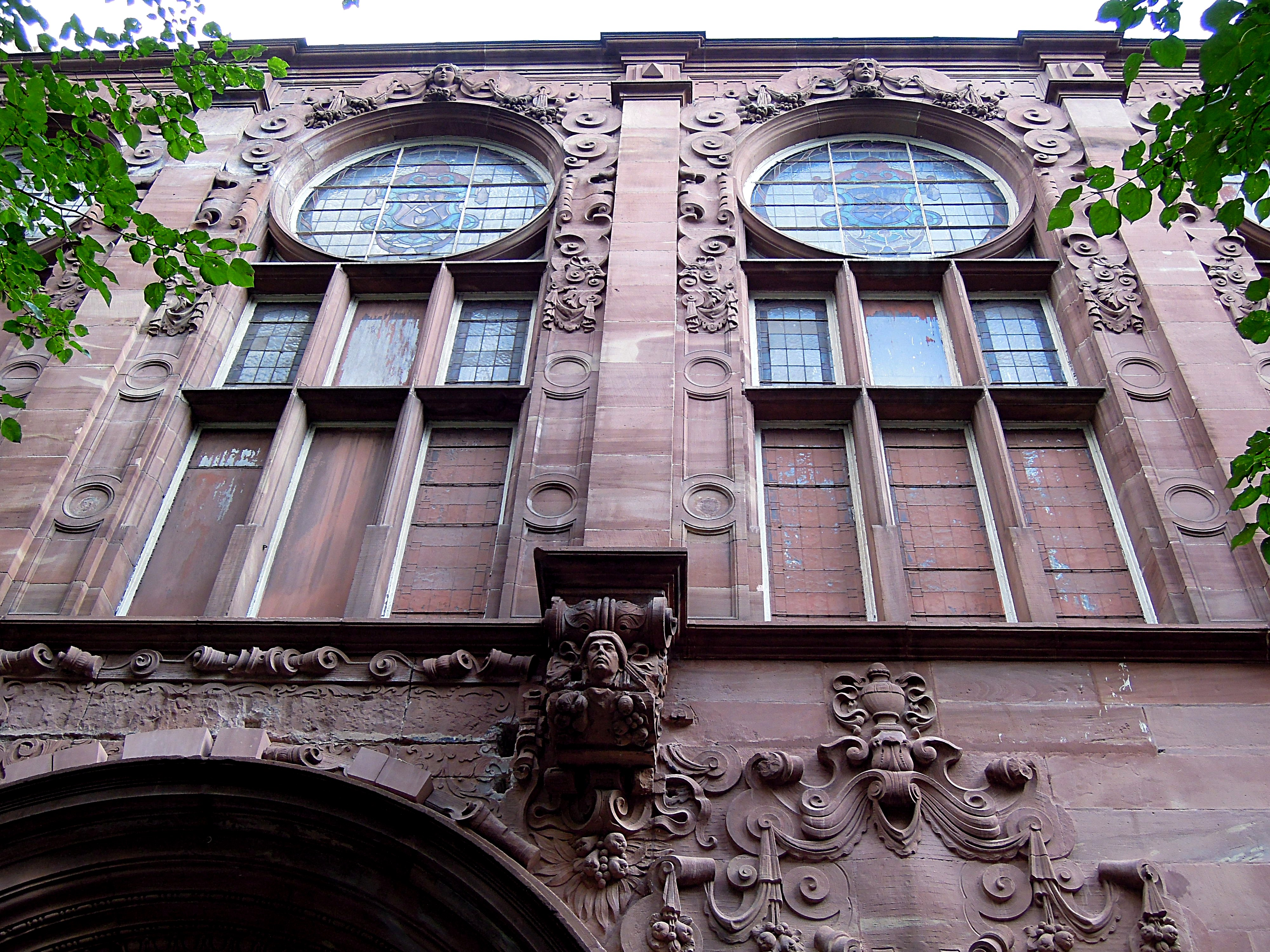
l'Hôtel des Arts et Métiers de Metz de l'architecte G. Oberthür

Gustave Oberthür est un architecte qui a construit à Strasbourg de nombreux édifices administratifs, comme la capitainerie du Port du Rhin (1899), la Caisse des maladies (1914), les immeubles de la Compagnie des transports strasbourgeois (1931) et de Gaz de Strasbourg (1933).
En Alsace, un théâtre à Sainte-Marie-aux-Mines de style néo-classique (Louis XVI) (1906-1908), le lycée Charlemagne de Thionville dans un style style néo baroque germanique (1910). À Haguenau, il est l'architecte des bains-douches situés sur la place Robert Schuman (1927). Il réalise plusieurs sanatoriums au lieu-dit Schimmel, au-dessus de Masevaux (1924), à l'Altenberg (1926), de Salem à Aubure, au Hohwald et à Gentzbourg pour la Caisse d'assurance maladie.

#### La maison des corporations de Metz
En Moselle, il construit la maison des corporations appelée également l'Hôtel des Arts et Métiers de Metz de style néo-renaissance allemande avec l'aide de l'architecte communal mosellan Ernst Priedat (1907-1909). La maison des corporations en grès rose devait être une vitrine de l'artisanat mosellan et être un bâtiment polyvalent devant contenir des magasins, des ateliers du livre et de textile, des salles de formation des ouvriers, des salles de réunion, des salles d'exposition des produits réalisés, une salle des fêtes, une chambre des métiers, des tribunaux de commerce et de prud'hommes et des logements.
Gustave Oberthür et Ernst Predat arrivent ex-æquo avec Carl Mannhardt et Adrien Collin (Chambre des métiers d'Alsace), mais finissent par gagner le concours. Une partie des finances est utilisée pour consolider le sous-sol situé sur un fossé comblé. 300 piliers en béton de 7 m furent coulés pour maintenir la structure. De plus le bâtiment a été construit sur une parcelle irrégulière (hexagone). Gustave Oberthür distingue dans l'architecture du bâtiment les espaces édiés à la salle d'exposition, la salle des fêtes, les lieux dédiés à la justice, l'artisanat et, la restauration. G. Oberthür fait un mélange entre les bâtiments de la renaissance de l'Œuvre Notre-Dame de Strasbourg, du magasin de la Kleine Metzig de Strasbourg.

#### Les grands magasins commerciaux en Alsace

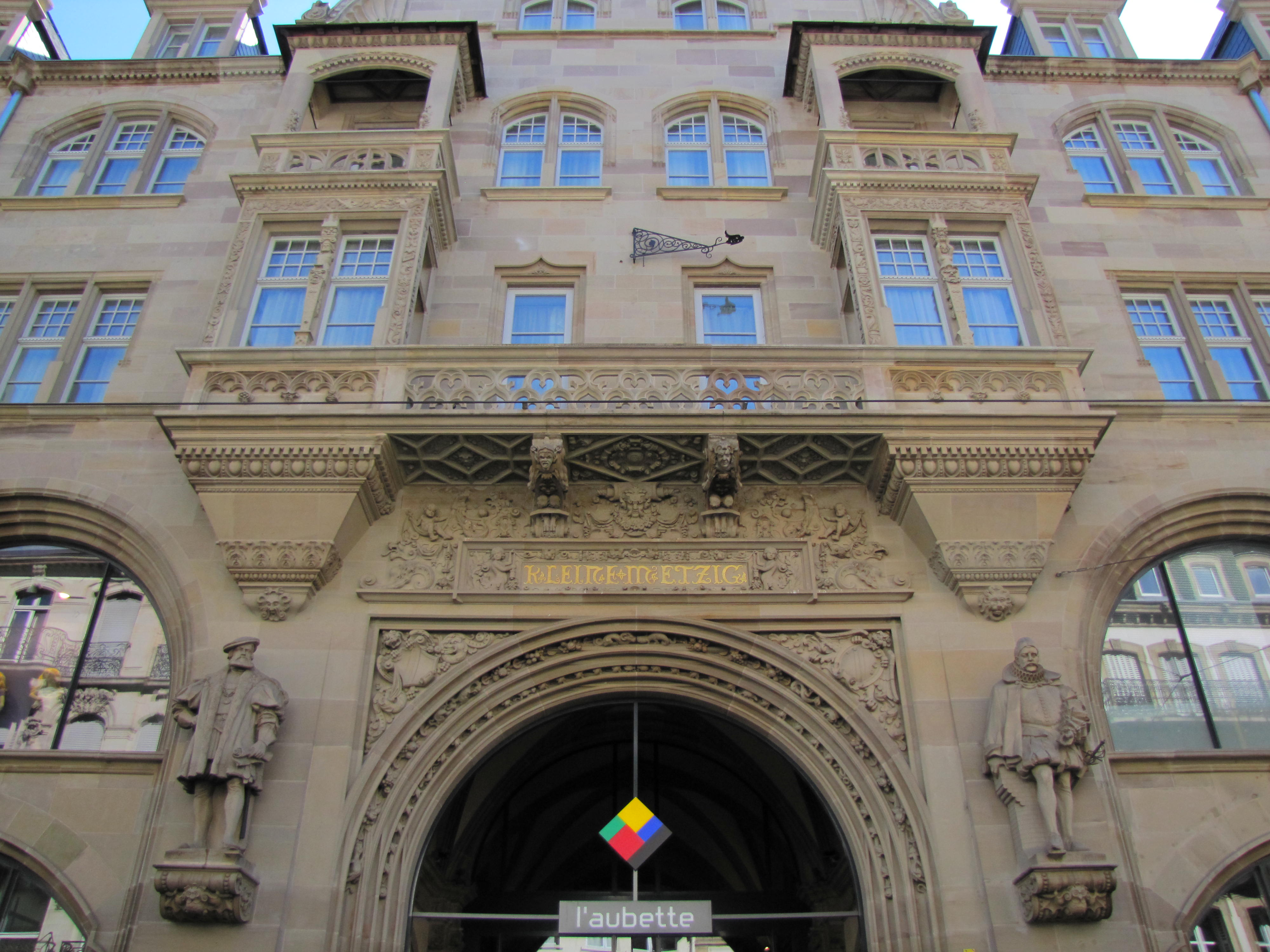
Klein Metzig de Gustave Oberhür

Il construit trois grands magasins à Strasbourg, la Kleine Metzig, no 4 rue de la Haute-Montée (1900), Goldschmidt de la place Kléber (1906) et Hertie au no 29, rue du Vieux-Marché aux-Vins de style d'Art Nouveau (1909). Il est également l'architecte du magasin des Grandes Galeries, aux no 54 et 56 rue du Sauvage à Mulhouse (1912) et des Magasins modernes dans la Grand'rue devant la fontaine et à côté de l'église Saint-Georges de Haguenau

#### Église Saint-Sauveur de Cronenbourg de Strasbourg
Gustave Oberthür se voit confier la construction d'un édifice religieux luthérien, l'Église Saint-Sauveur de Strasbourg, située 6 rue Jacob sur la place Mathieu Zell, dans le quartier de Cronenbourg. La construction se déroule de 1904 à 1906. L'orgue est réalisé en 1907 sur les conseils du pasteur, organiste et facteur d'orgues Albert Schweitzer.

Gustave Oberthür réalise également le presbytère de style néo-renaissance situé à côté de l'église.

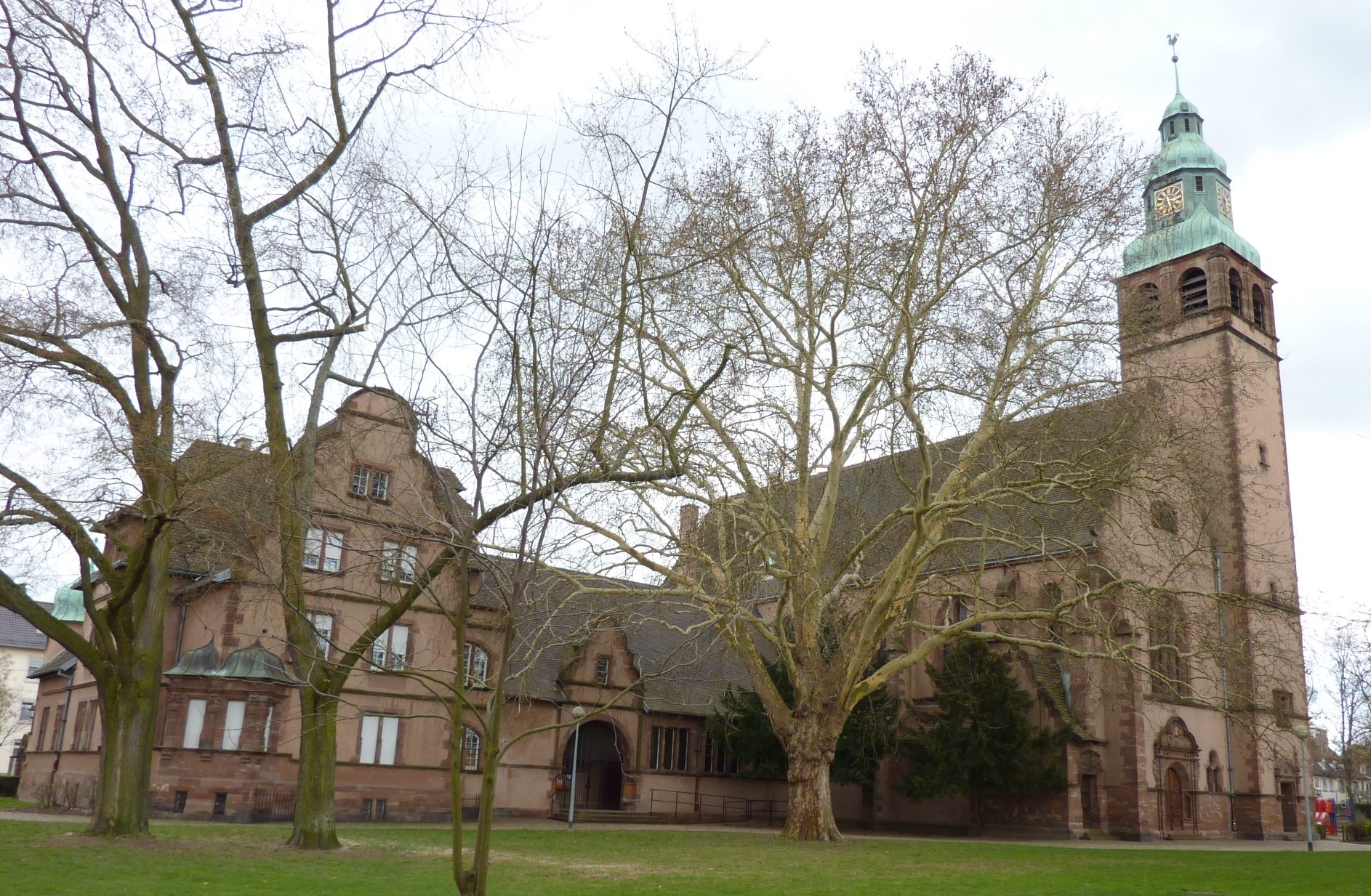
L'église Saint-Sauveur et presbytère de Cronenbourg réalisés par l'architecte G. Oberthür
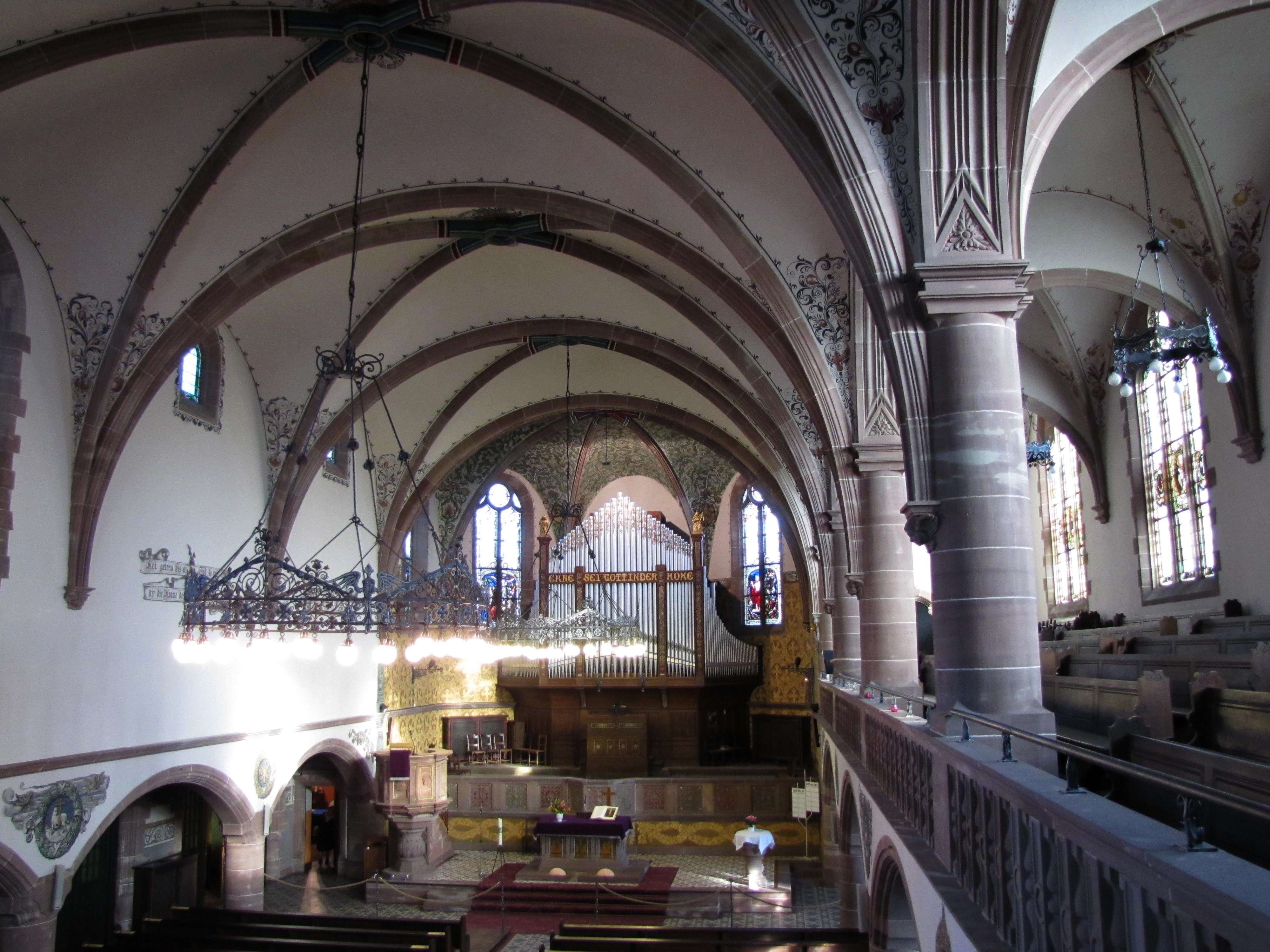
Intérieur de l'église
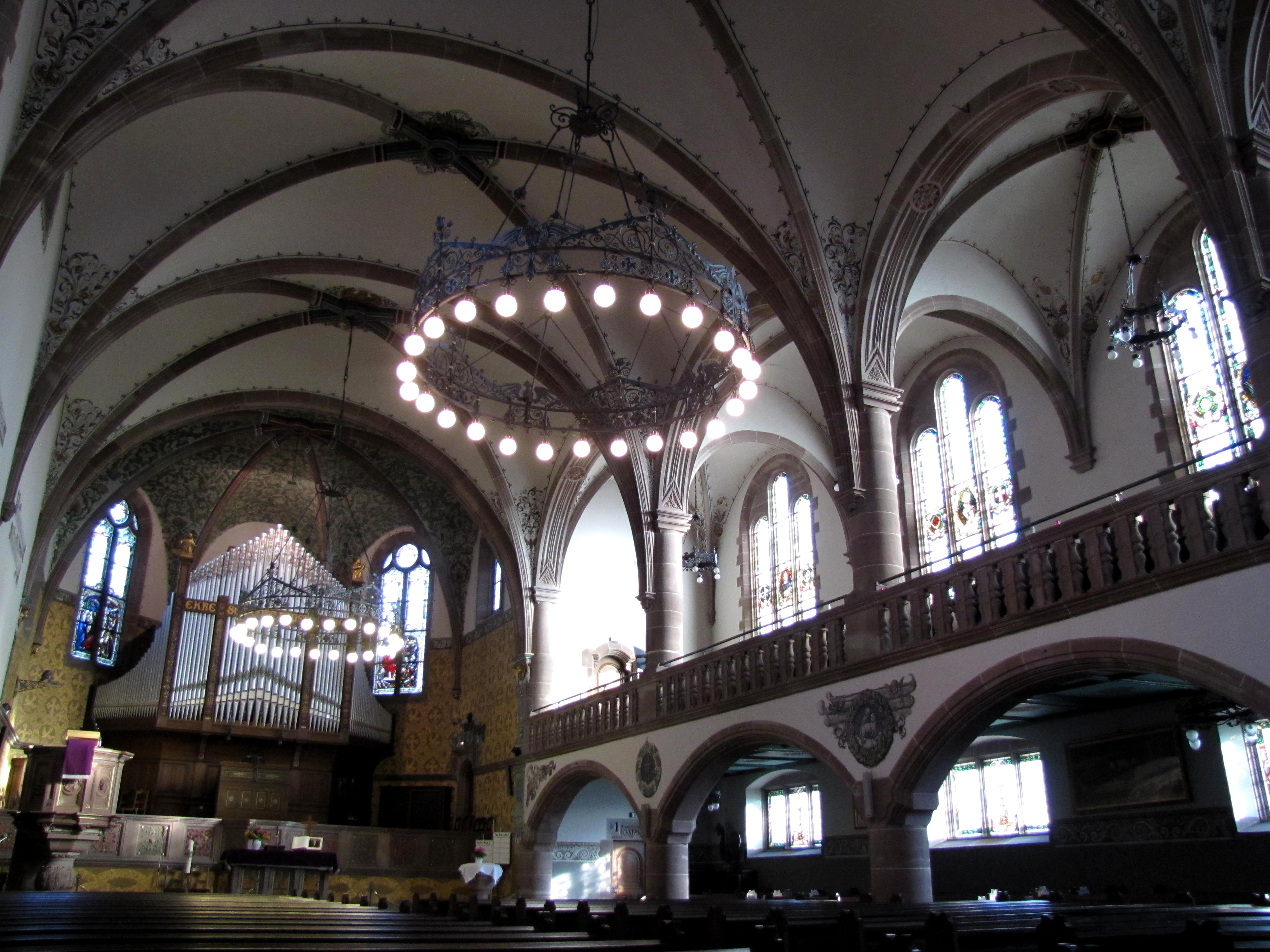
la nef de l'église
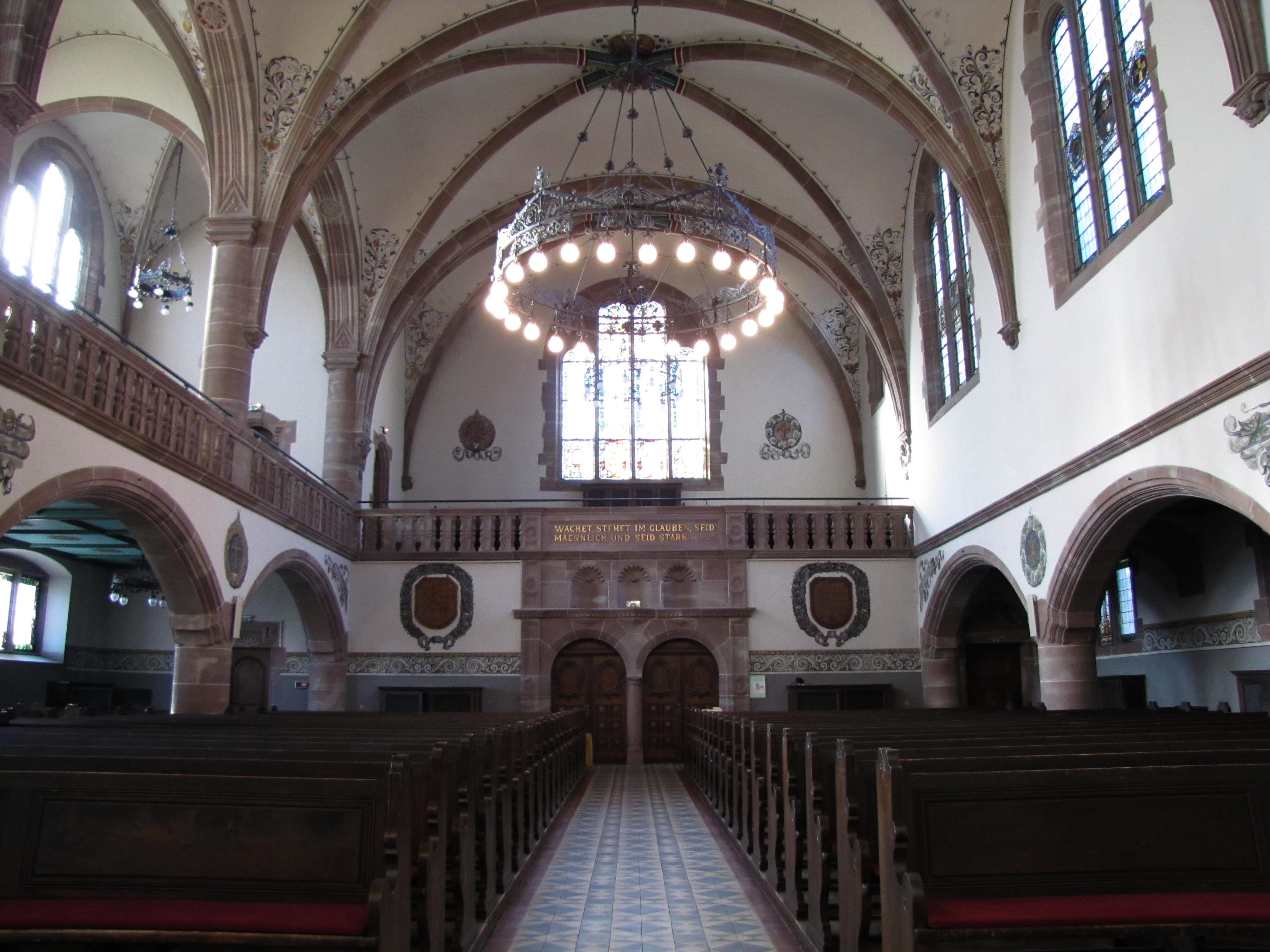
La nef vu du côté du chœur

#### Immeubles et villas à Strasbourg

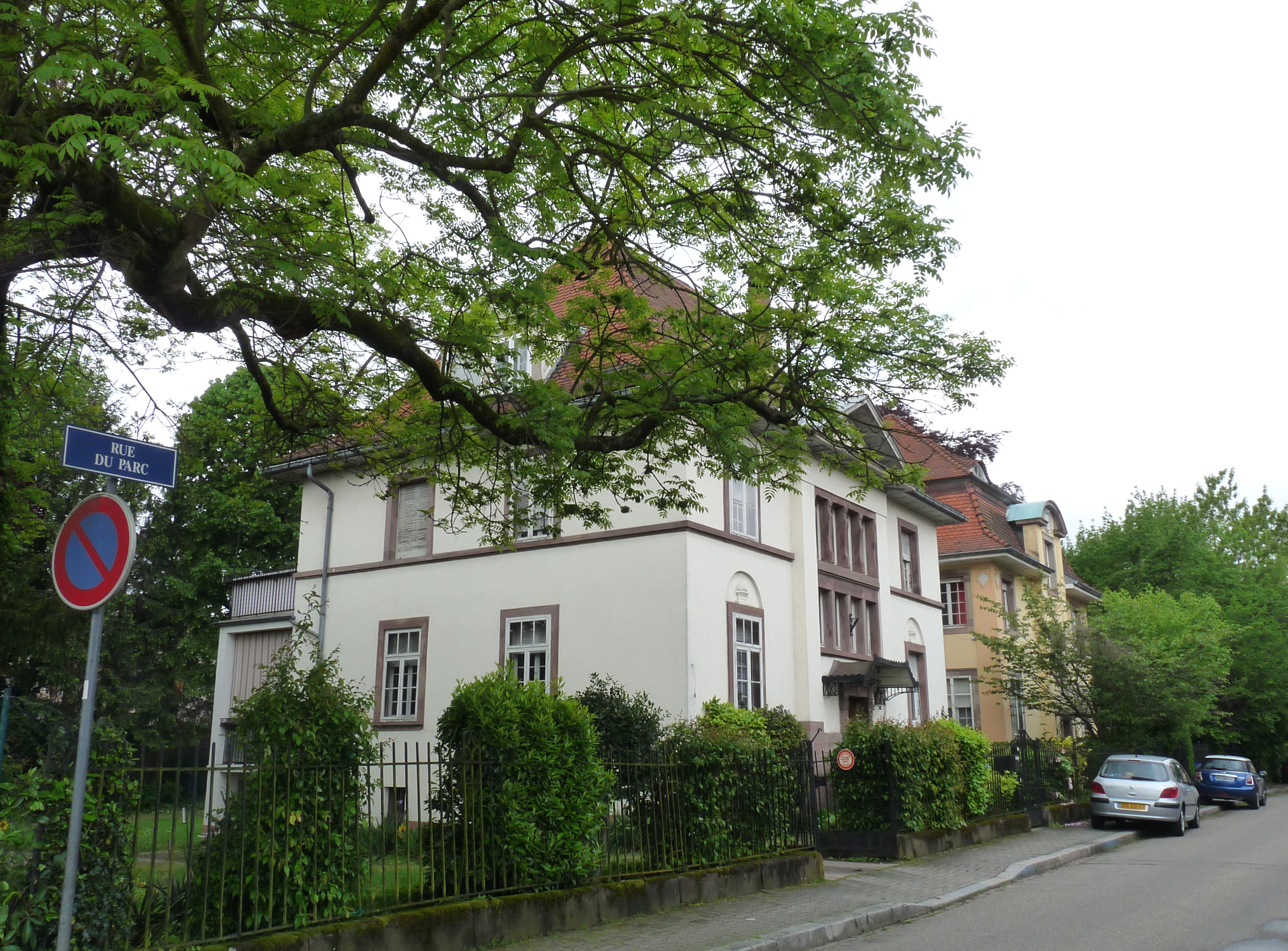
Les villas de la rue du Parc à la Robertsau

Oberthür construit différents immeubles et maisons dans les différents quartiers de Strasbourg. Pour les immeubles, il construit le no 30, rue des Tonnelier (1900), le no 79, avenue des Vosges (1906), le no 4, rue du Faubourg de Saverne à Strasbourg, le no 7 A, rue des Frères datant de 1750 et reconstruit en style néo-Louis XVIII (1911), les no 9 A, rue de Genève et 6 rue de Lausanne à la Krutenau (1925), le no 4, rue des Francs-Bourgeois qui possède une façade qui suit la courbe de la rue destiné à être le Nouvel hôtel (1926).
Au centre de Strasbourg, il construit la célèbre villa Marzolff du style néo-renaissance à côté du lycée des Pontonniers (1901).
Il est l'architecte de nombreuses villas dans les quartiers périphériques de Strasbourg.
À La Robertsau, il construit cinq villas dans la rue Charles de Foucault, les no 9 (1909), no 13, avec deux oriels en forme de tour ronde aux deux angles de la villa (1907), no 14, avec un encorbellement d'angle composé d'un toit pyramidal (1906), no 15, avec un pignon du style renaissance (1905) et no 16, avec un œil de bœuf au-dessus de l'entrée (1906) et au no 8 A, rue Adler (1905). Dans la rue du Parc, il construit six villas, les no 3 (1910), no 6 (1909), no 10 (1911), no 11 (1909), no 12 (1912) et no 13 (1910), Il est l'architecte de la villa no 82, rue de Boecklin (1908) et du no 12, rue Saint-Fiacre. En 1906, il construit deux petits immeubles au no 1, rue Auguste Kern (1906) et au no 13, rue des Jardiniers.
Dans le quartier du Wacken (Strasbourg)-Tivoli, il est l'architecte de deux villas dans la rue Jean-Jacques Rousseau au no 3 (1904), et au no 10, avec un petit oriel ornemental (1905).
Dans le Quartier Conseil des XV, il construit une villa au no 9 rue Aubry-et-Rau (1914) et au 46, Conseil des Quinze avec quatre pilastres ioniques (1914). Dans le quartier de l'Orangerie (Strasbourg), on lui doit, les maisons no 21, quai Rouget de Lisle de style néo-baroque composé de trois oriels de trois étages (1911), le no 14, rue Wimpheling (1903) et deux petits immeubles aux no 1 A, avenue de la Forêt-Noire (1910) et no 2, rue Schweighaeuser (1911).

### La collaboration avec le sculpteur Alfred Marzolff

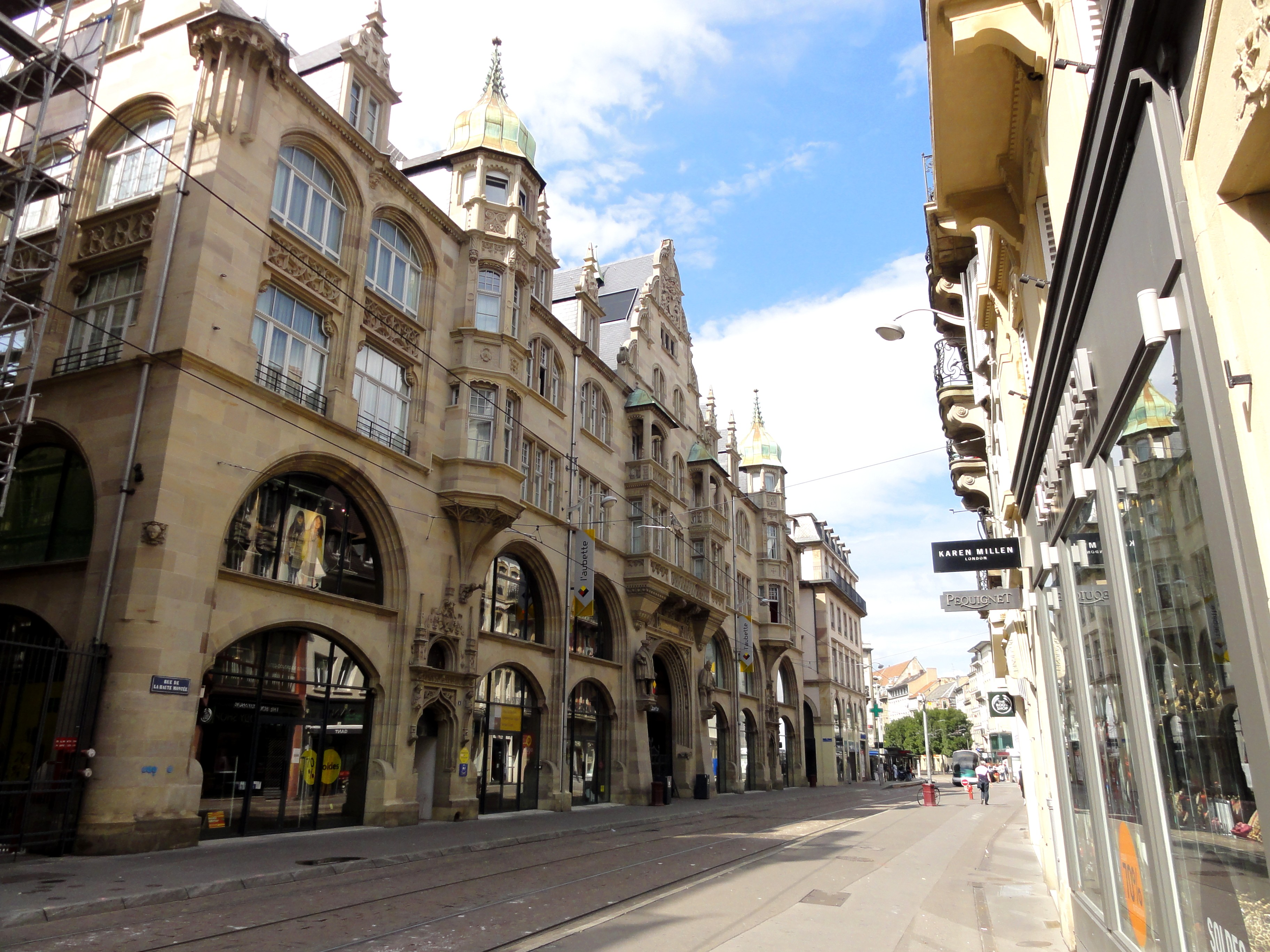
Kleine Metzig de l'architecte Gustave Oberhtür

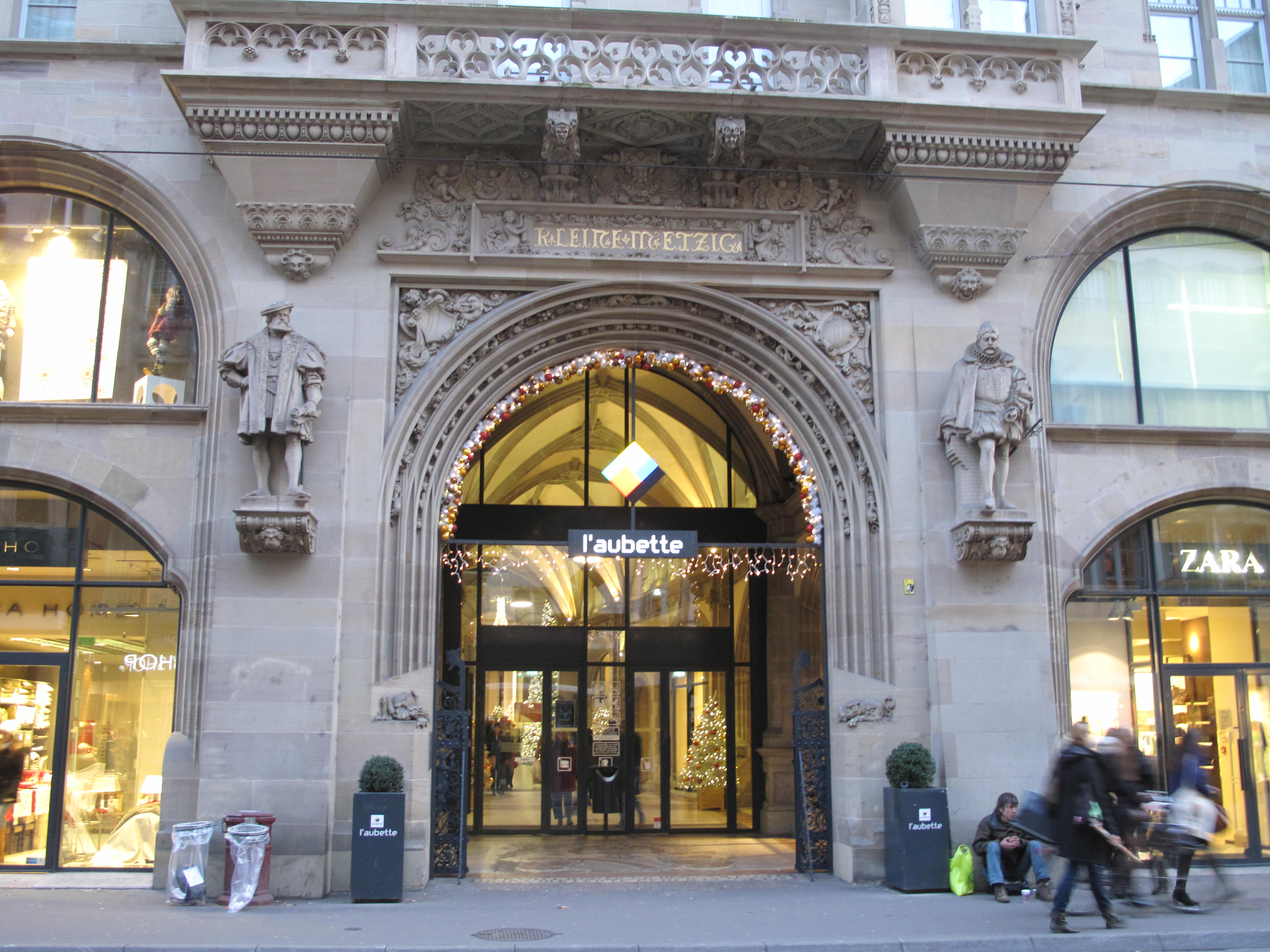
Kleine Metzig, statues d'A. Marzolff du Stettmeister Jacques Sturm et de l'architecte de la Renaissance Daniel Specklin

Oberthür travaille avec le sculpteur Alfred Marzolff. Il construit sa villa au 3 rue des Pontonniers à Strasbourg avec un balcon représentant un homme et une femme, allégories du Rhin et de la Moselle et des sculptures sur la porte d'entrée. Oberthür lui commande la statue du docteur Eugène Boeckel pour le jardin de l'hôpital civil et la décoration de la fontaine Sainte-Odile ou Odile de Hohenbourg à Obernai. A. Marzolff réalise les sculptures sur les bâtiments de l'architecte : l'immeuble du 18, rue du 22-Novembre dans le cadre de la réalisation de la Grande-Percée (1910) à Strasbourg, les statues du Stettmeister (Premier magistrat de la ville impériale libre de Strasbourg) et de Jacques Sturm (1489-1553) et de l'architecte de la Renaissance Daniel Specklin (1539-1589) sur le bâtiment des Klein Metzig (Petites Boucheries) à Strasbourg, les statues de la Famille sur la façade de la Sécurité sociale dans la rue de Lausanne à Strasbourg. Il réalise les enfants (Putti) et les corbeilles de fruits à l'entrée des bains municipaux de Haguenau (1927) et la statue d'Emma la lumière dans l'immeuble du Gaz de Strasbourg (1932).

### La fin de ses activités d'architecte

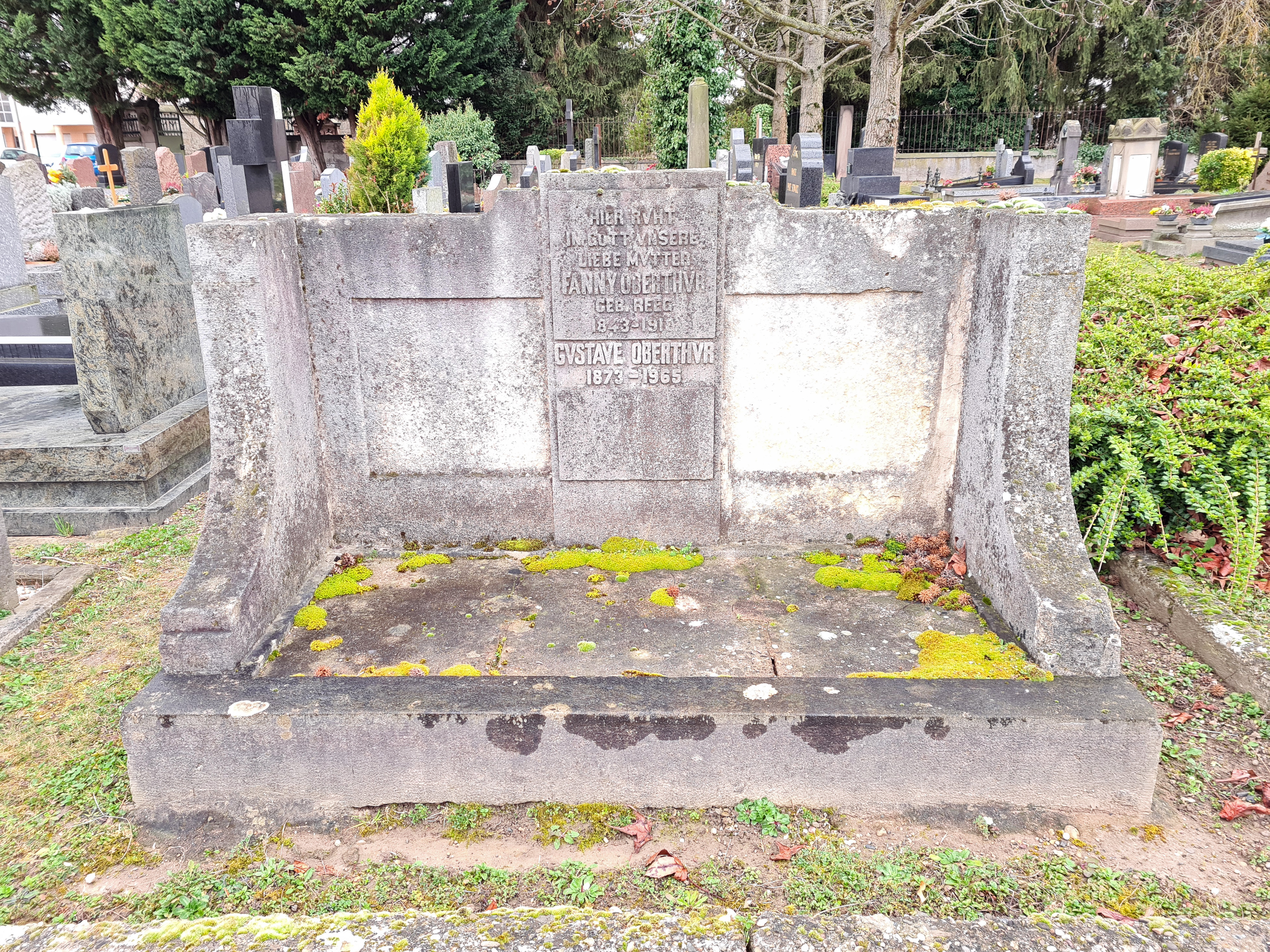
Tombe de Gustave Oberthür et de sa mère Fanny au cimetière Saint-Louis de Strasbourg.

La crise des années 30 ne lui permet pas de continuer ses activités d'architecte. Après l'usine de gaz de Strasbourg, on ne lui connaît plus de constructions après 1933. Il rédige une synthèse de ses travaux d'architecture intitulée Travaux d'architecture (1900-1934), édition Architectura, dont la préface est rédigée par son ami Gustave Stoskopf. On y voit apparaître les 35 concours auxquels il a participé. Il en a remporté 15 dont 8 furent exécutés. Ses réalisations sont classées par lieux et par catégories. Le document est illustré par des photographies récapitulant ses bâtiments et les corps de métiers avec leur publicité.
Son entreprise d'architecte est arrêtée en 1942 en pleine Deuxième Guerre mondiale. Il meurt en 1965 et est enterré au cimetière Saint-Louis de Strasbourg (Robertsau).

### La redécouverte
Oubliées, certaines de ses réalisations sont abandonnées comme le sanatorium de l'Altenberg (2011) comme le regrettent les DNA et France 3 Alsace.
On redécouvre l'importance de son apport à l'architecture de la Robertsau lors d'un projet controversé d'un projet immobilier dans la rue du Parc par le groupe GreenStone qui provoque la mobilisation des riverains dès 2012,,.
Il retrouve une notoriété mondiale avec le classement de la Neustadt de Strasbourg au patrimoine mondial de l'UNESCO, lors de la 41e session du Comité du patrimoine mondial de Cracovie, le 9 juillet 2017. Dans le périmètre classé, on trouve :
- La « Kleine Metzig », rue de la Haute-Montée (1900) ;
- La villa Marzolff, à côté du lycée des Pontonniers (1903) ;
- Les magasins Goldschmidt sur la place Kléber(1906) ;
- Les magasins Hertie ou Tietz du n°29 de la rue du Vieux-Marché-aux-Vins (1909) ;
- L'immeuble du n°18, rue du 22-Novembre (1910) ;
- Le Nouvel Hôtel de la rue des Francs-Bourgeois (1926) ;

Parrain de l’architecte alsacien Charles-Gustave Stoskopf, il l'aurait influencé, selon Gauthier Bolle, architecte et maître de conférences à l'université de Strasbourg.

## Œuvres majeures[32]

### Strasbourg
- Ancienne capitainerie du Port du Rhin (1899)[33] ;
- « Kleine Metzig », rue de la Haute-Montée (1900) ;
- Villa Marzolff, à côté du lycée des Pontonniers (1903) ;
- Magasins Goldschmidt sur la place Kléber (1906) ;
- Magasins Hertie ou Tietz du no 29 de la rue du Vieux-Marché-aux-Vins (1909) ;
- Immeuble du no 18, rue du 22-Novembre (1910) ;
- Immeuble du no 4 Rue du Faubourg-de-Saverne ;
- Caisse des maladies de la rue de Lausanne (1912) ;
- HBM (habitats bon marché) de l'Avenue de la Forêt-Noire (1921) ;
- Caisse d'assurance des employés (1924) ;
- Nouvel Hôtel de la rue des Francs-Bourgeois (1926) ;
- Immeuble de la Compagnie des transports strasbourgeois, 14 rue de la Gare aux Marchandises à Cronenbourg (1931) ;
- Immeuble de Gaz de Strasbourg, 14 place des Halles (1931-1933).

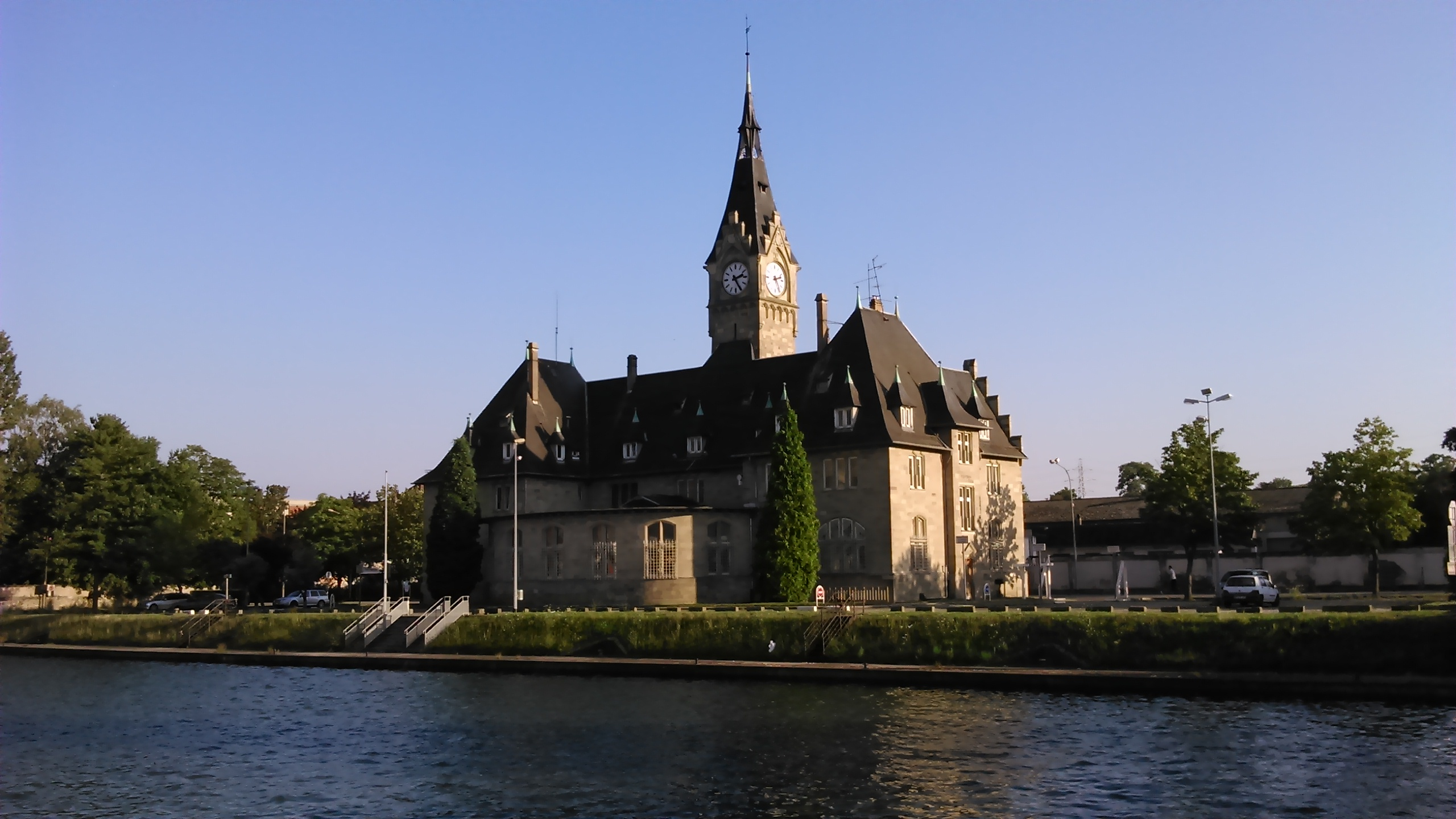
L'ancienne capitainerie du Port du Rhin.
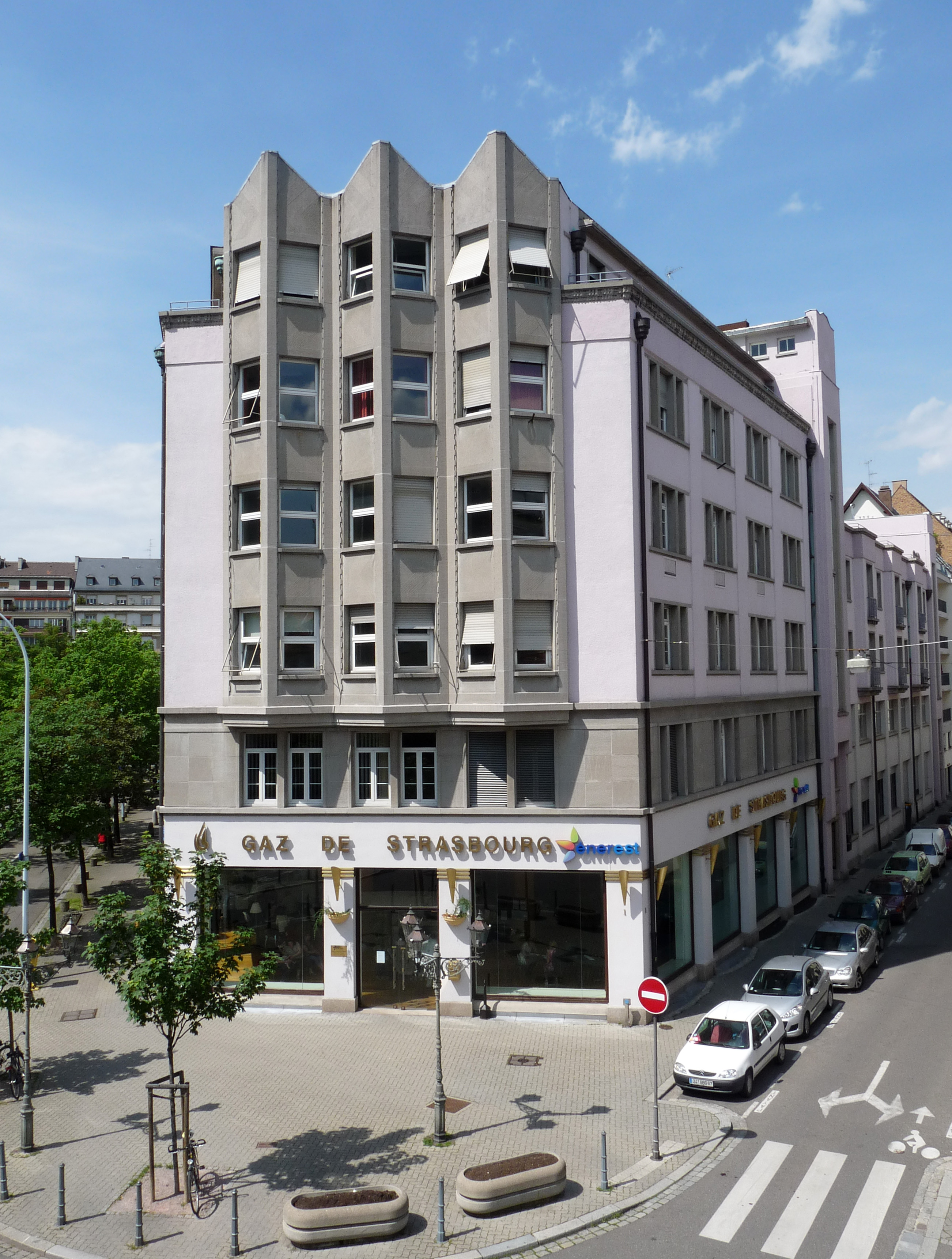
Siège de Gaz de Strasbourg.

### Haguenau
- Bains municipaux sur la place Robert Schuman

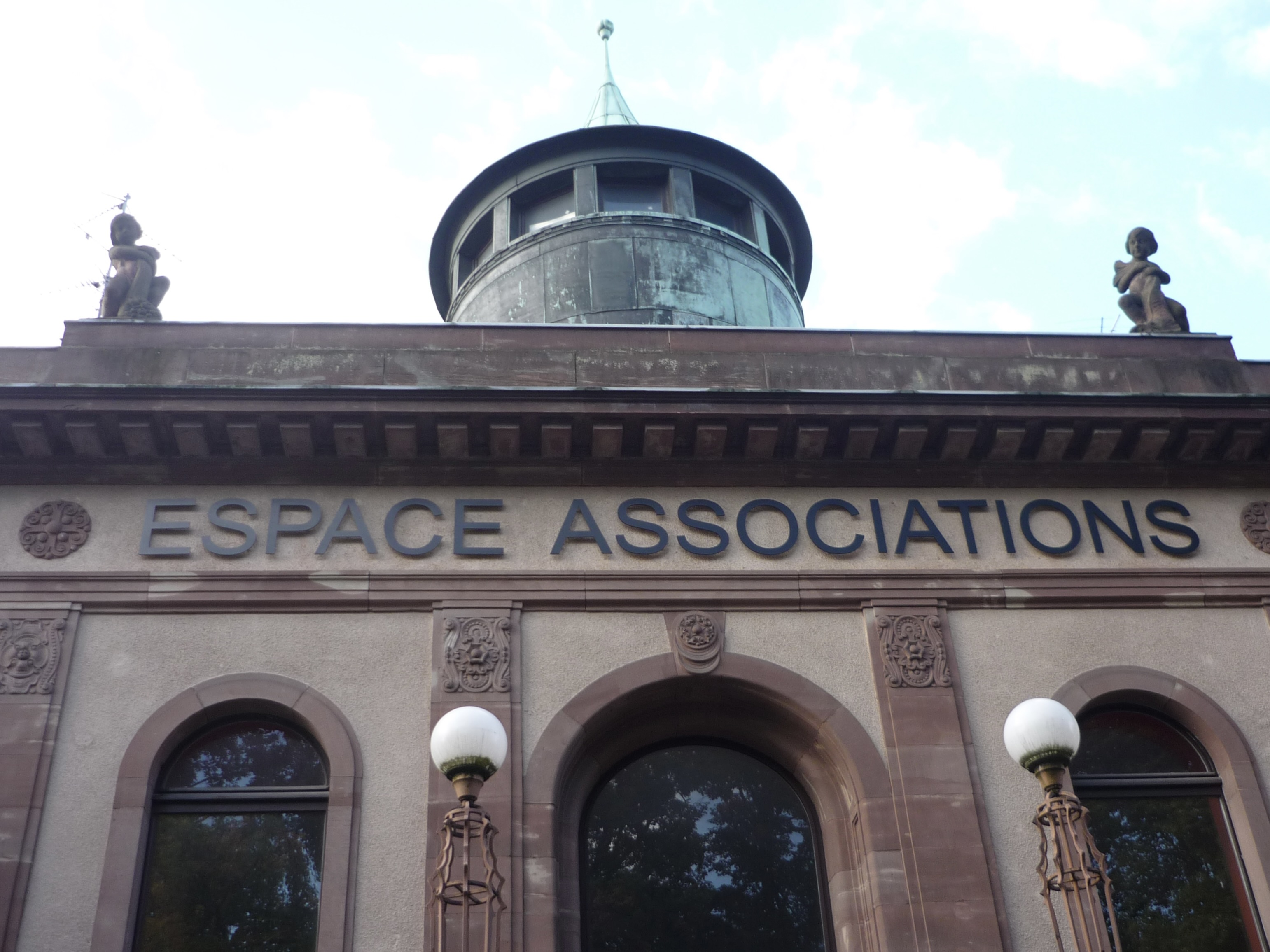
Entrée des anciens bains municipaux de Haguenau de l'architecte G. Oberthür
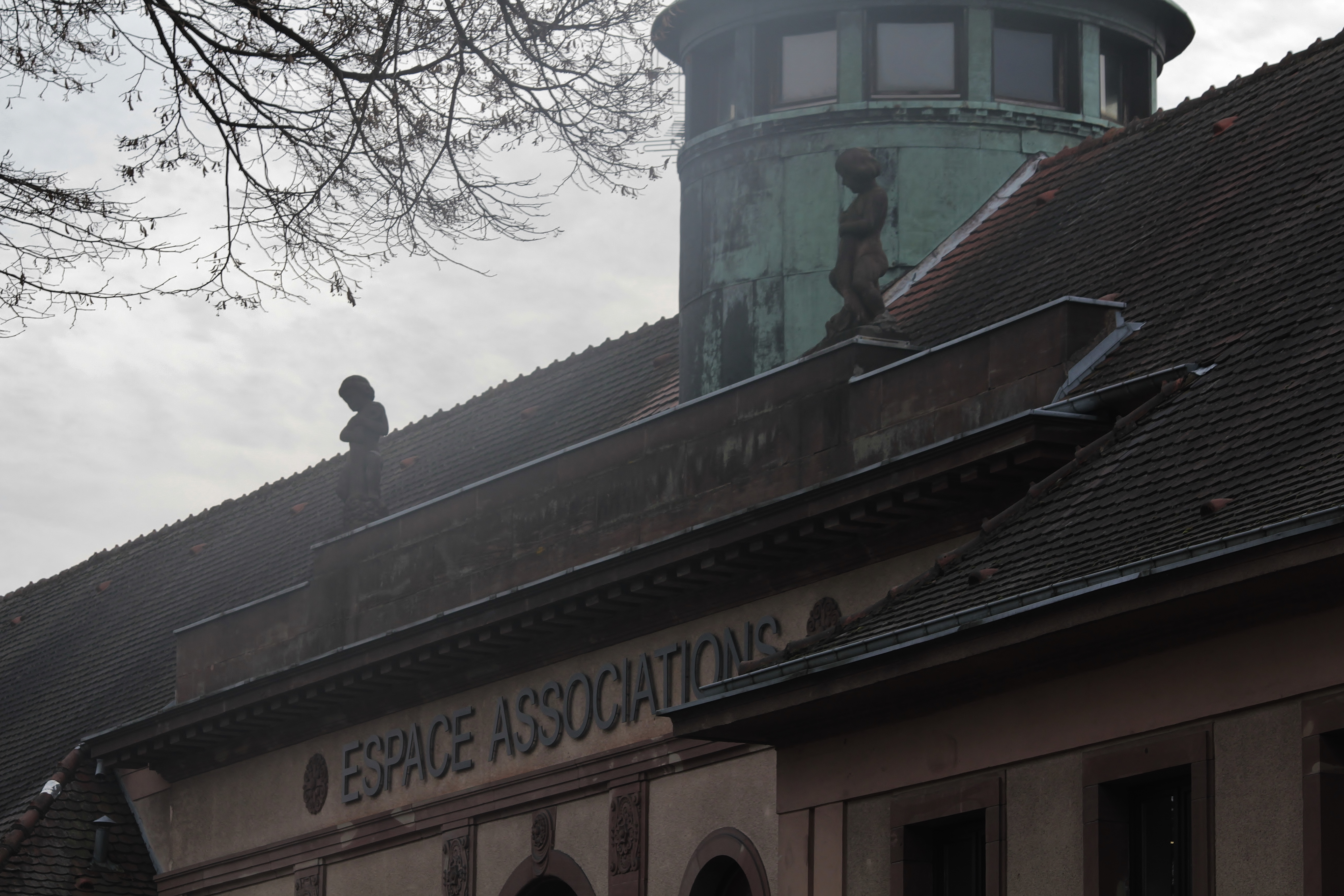
Bains municipaux de Haguenau de Gustave Oberthür

### Lingolsheim
- Église protestante (1904)
- Mairie (1907)
- École (1907)

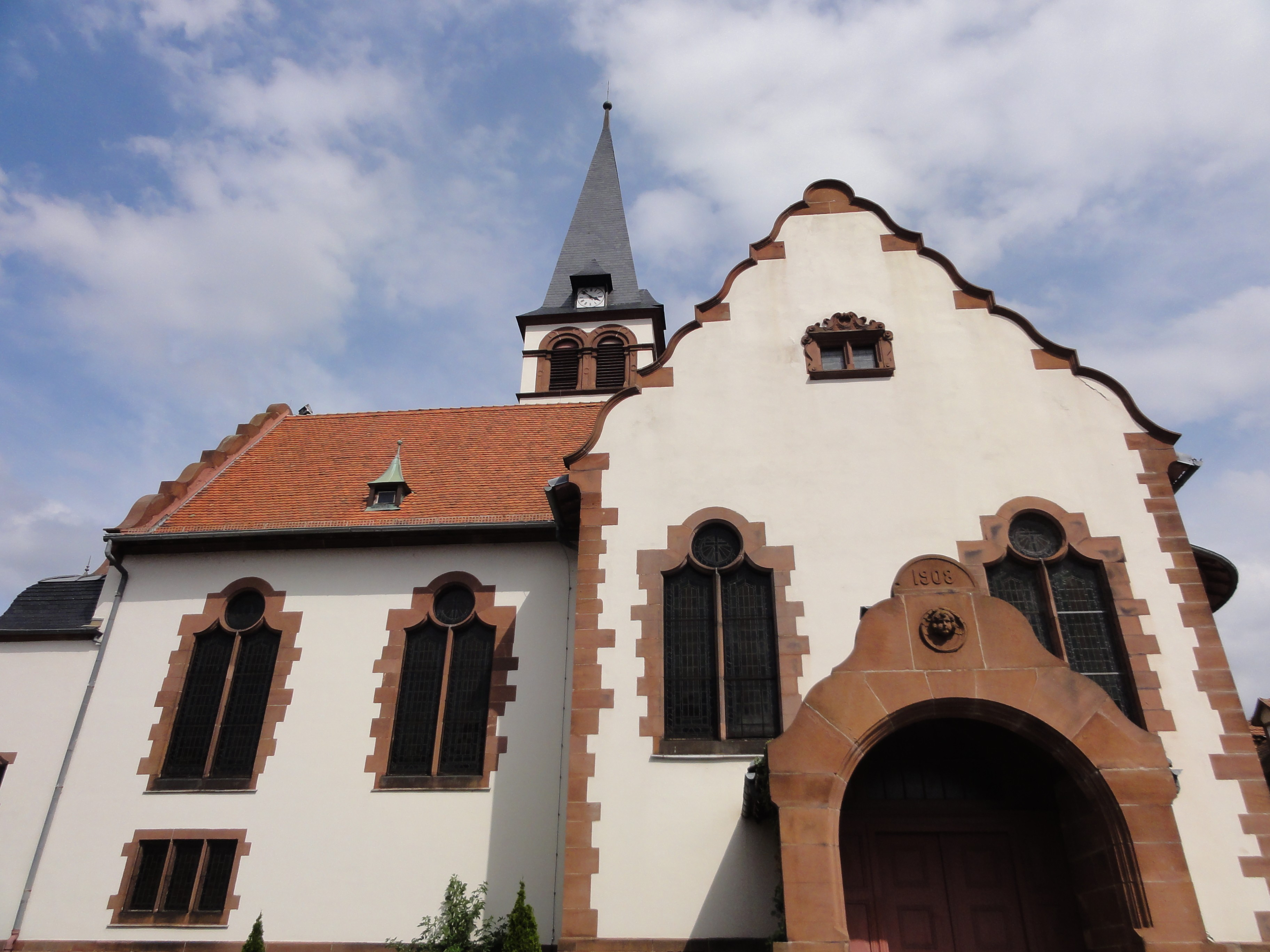
Église protestante de Lingolsheim construite par G. Oberthür en 1904.
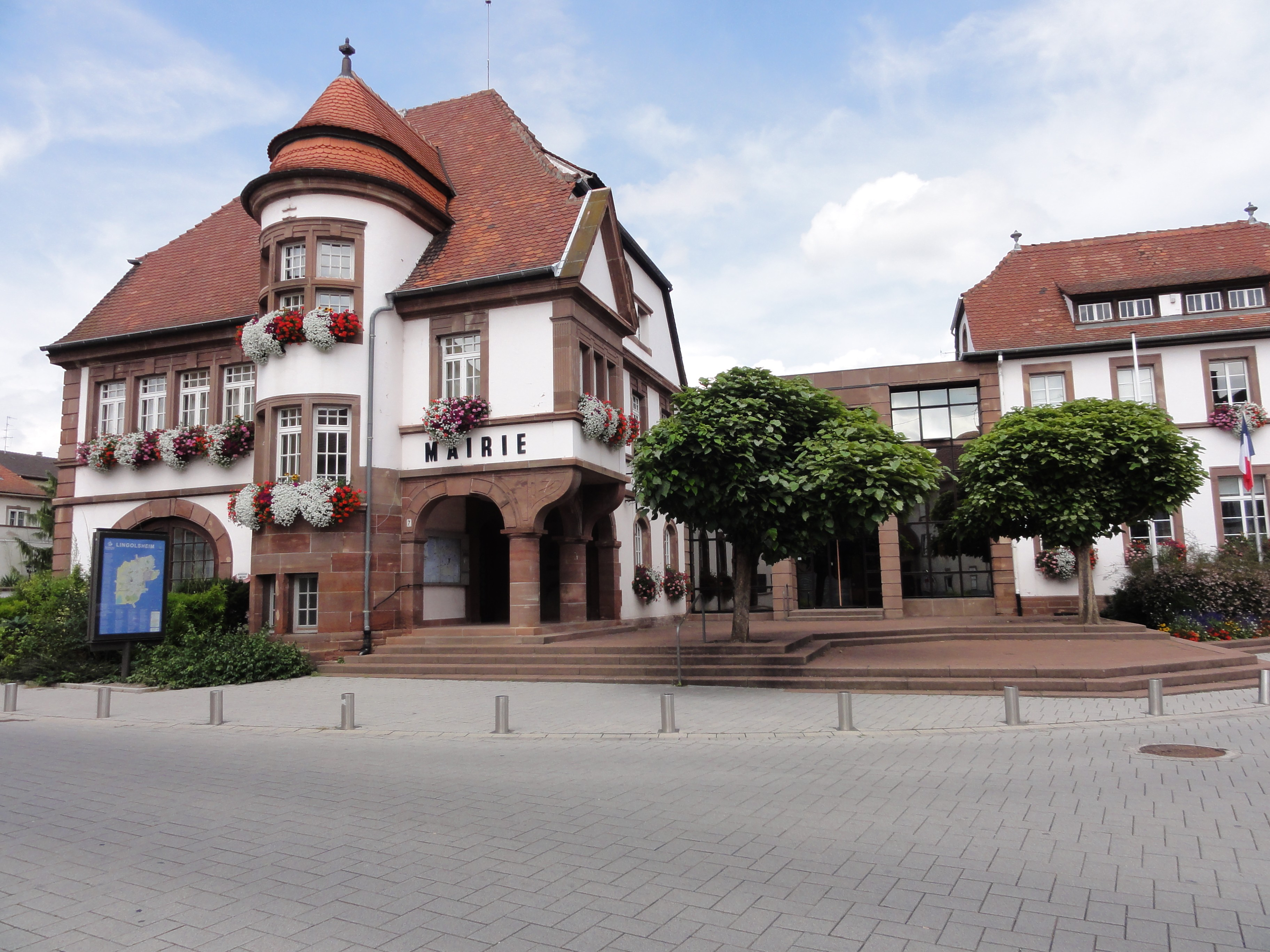
Mairie et école de Lingosheim construite par G. Oberthür.

### Masevaux
- Sanatorium au lieu-dit Schimmel (1924)

### Metz
- Hôtel des Arts et Métiers de Metz (1907-1909)

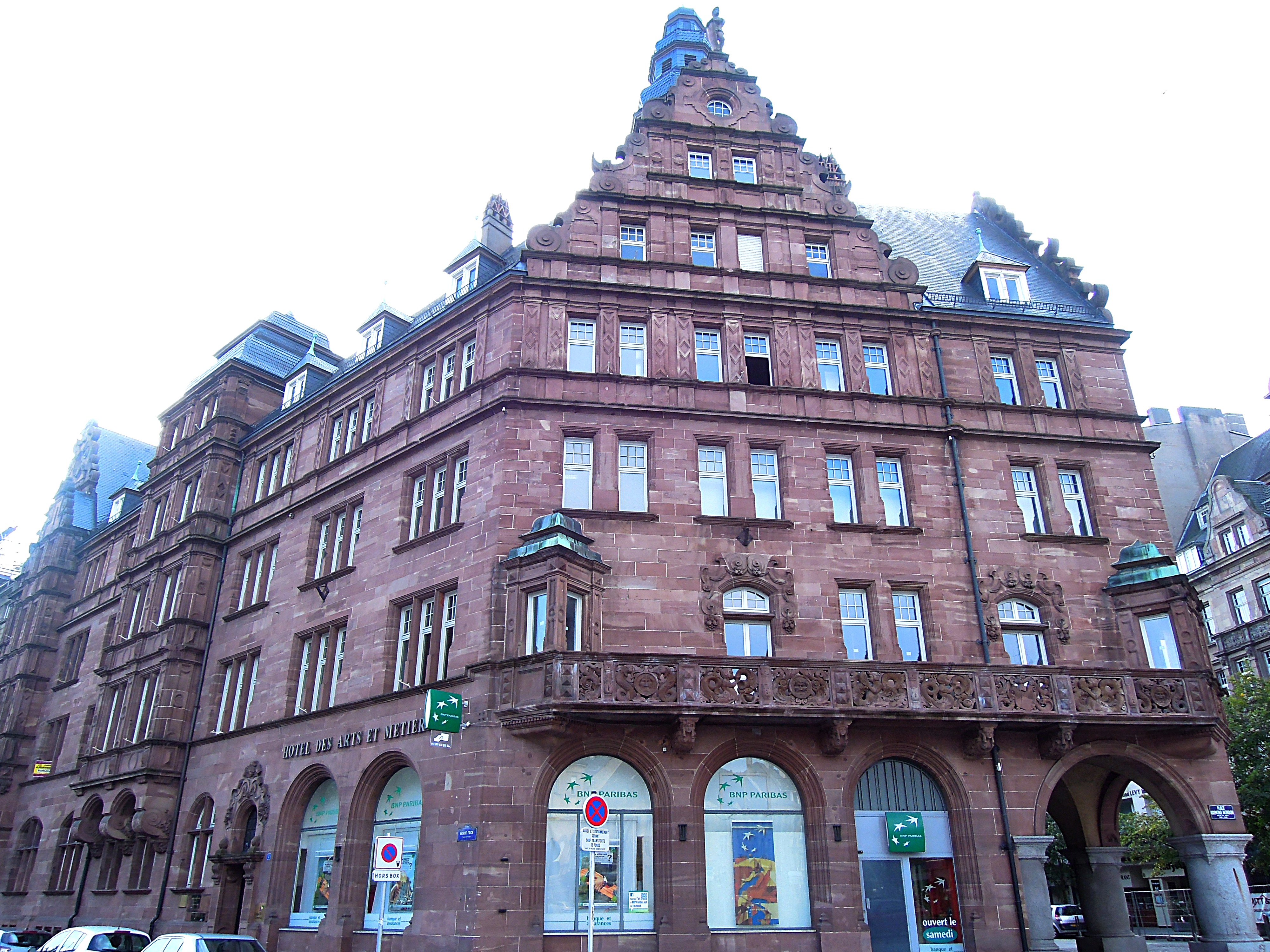
L'hôtel des Arts et métiers de l'architecte Gustave Oberthür
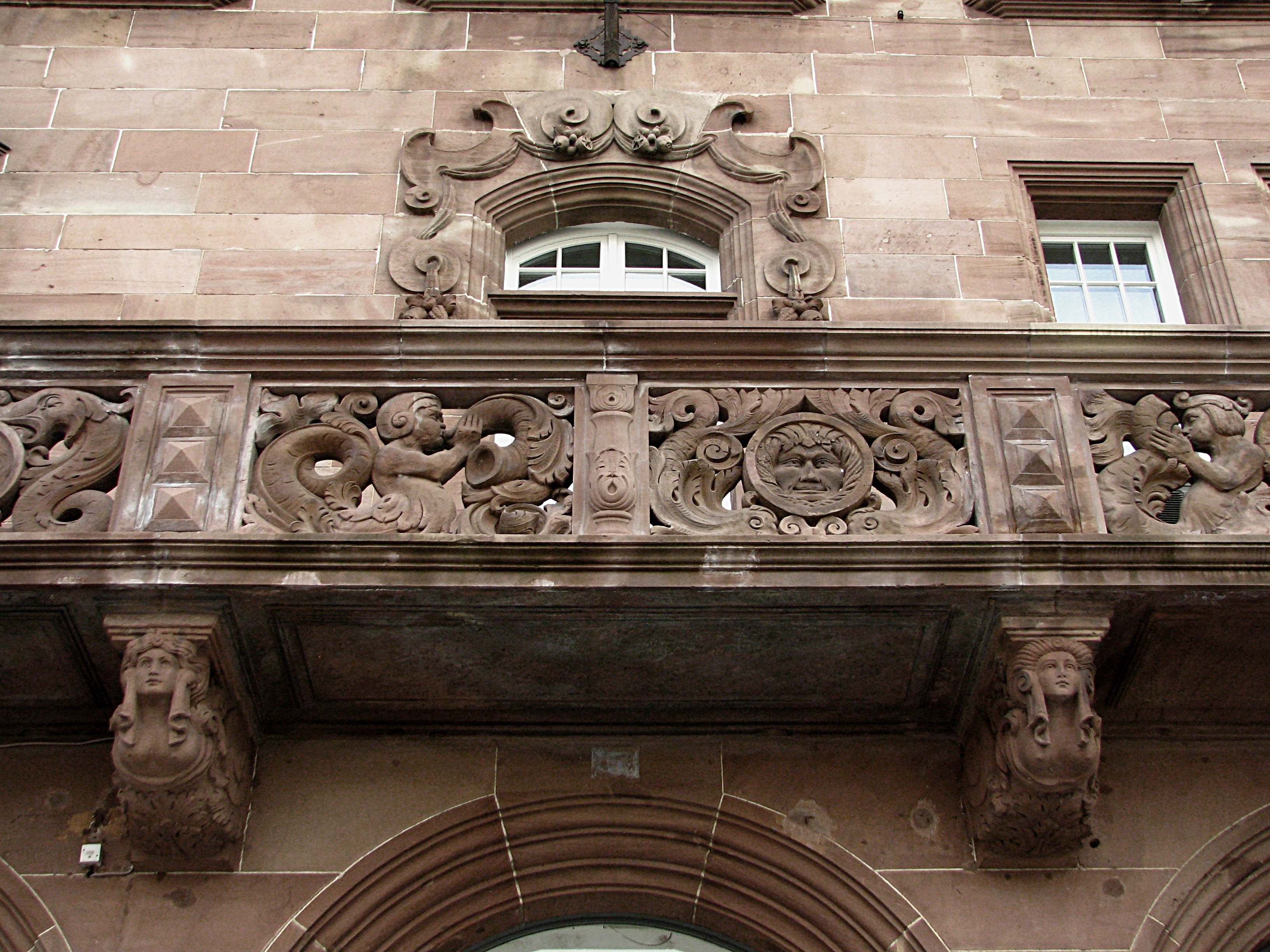
Balcon de l'hôtel des Arts et métiers de Metz de G. Oberthür
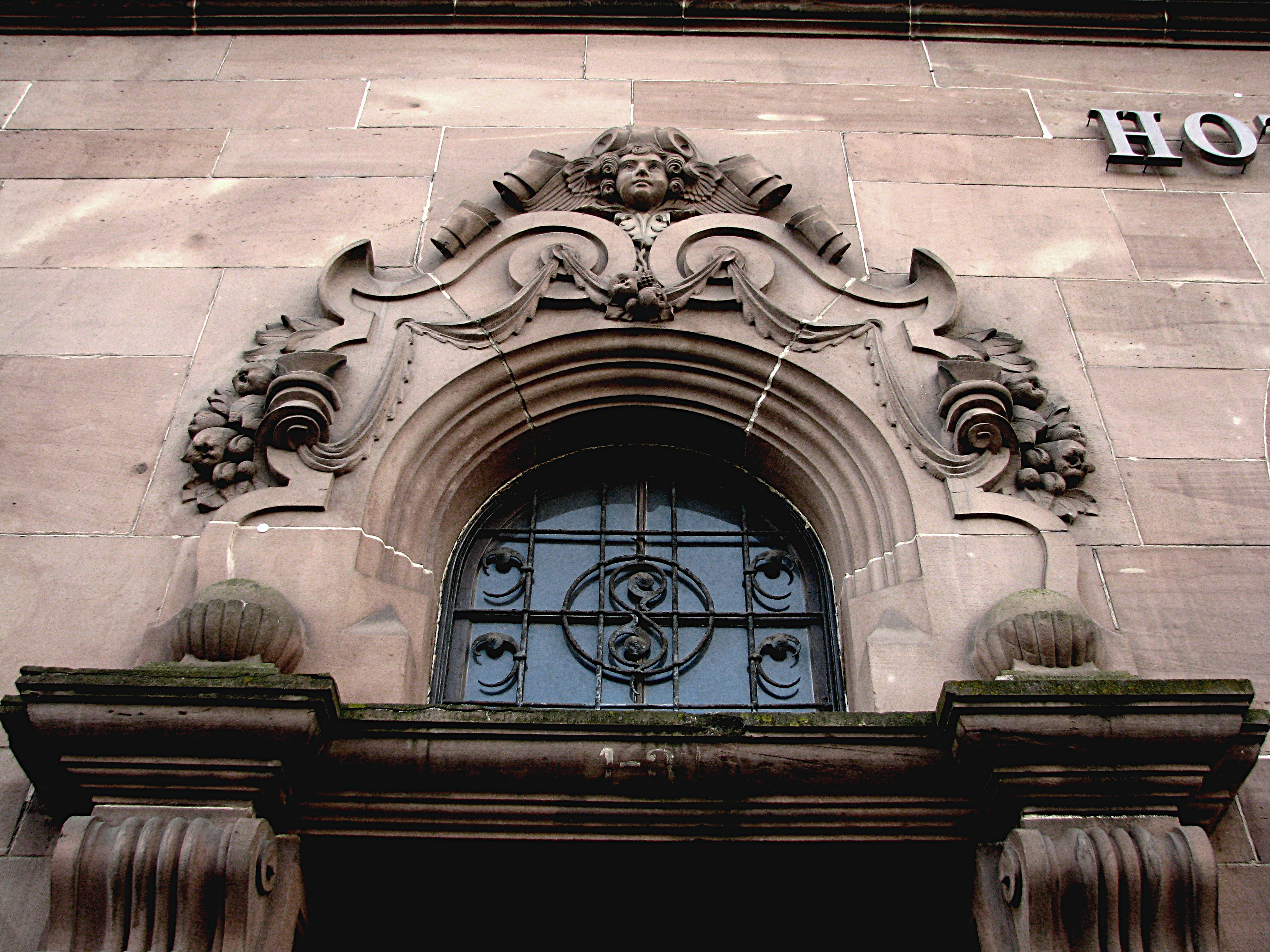
Détail d'une fenêtre de l'hôtel des Arts et métiers de Metz de G. Oberthür
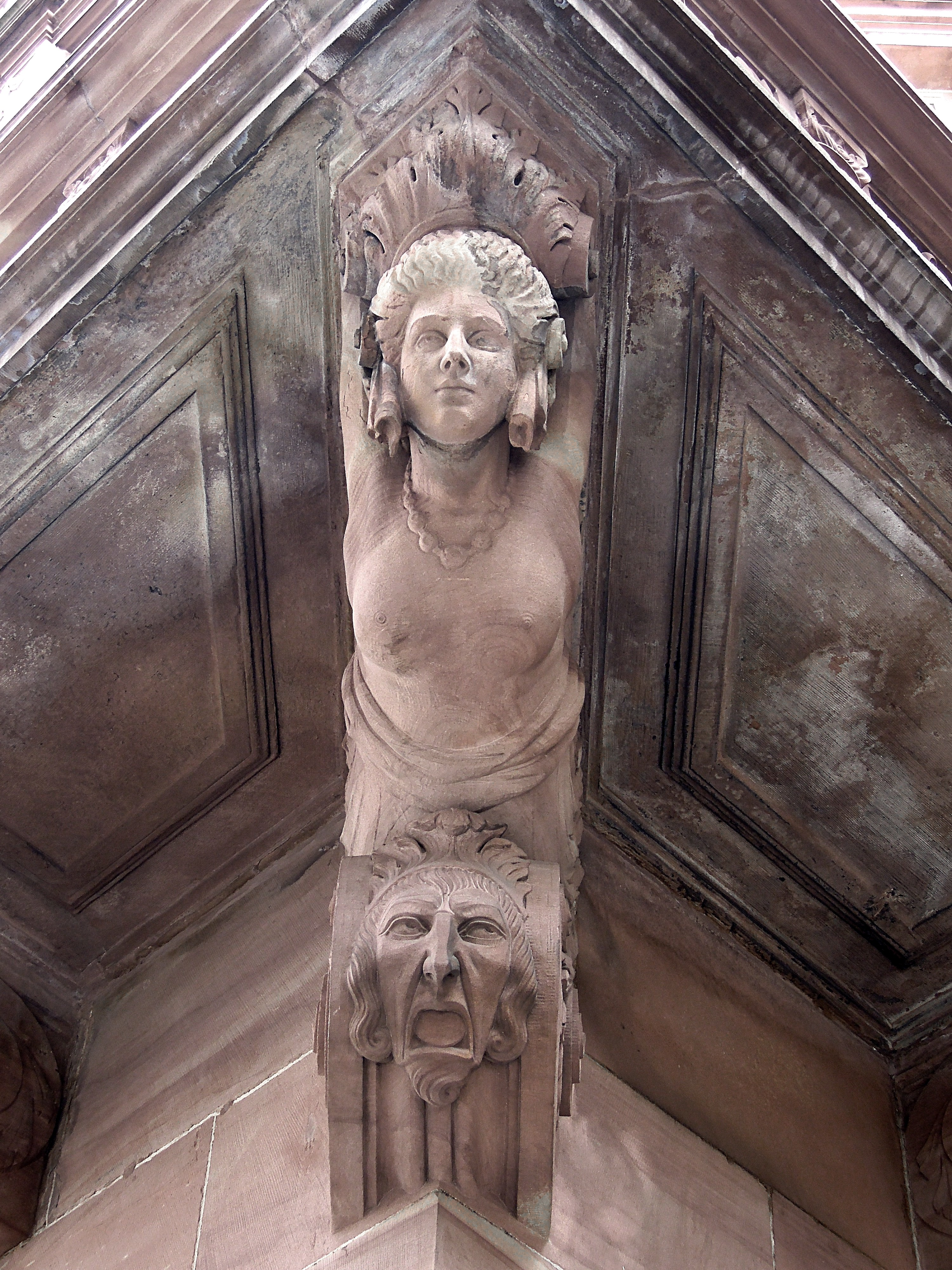
Une statue de L'hôtel des Arts et métiers de l'architecte de Metz de G. Oberthür
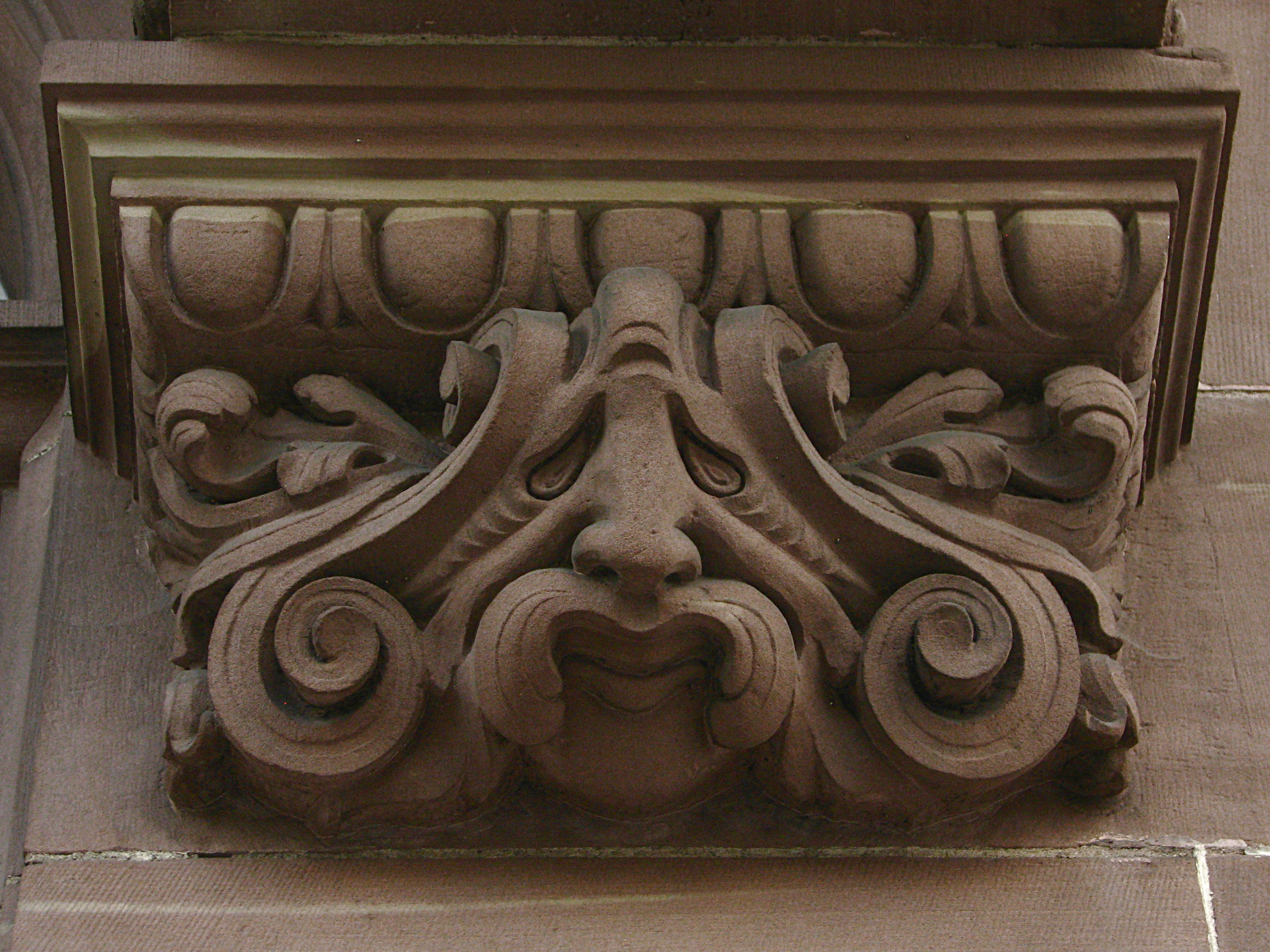
Détail d'une colonne de l'hôtel des Arts et métiers de Metz de G. Oberthür
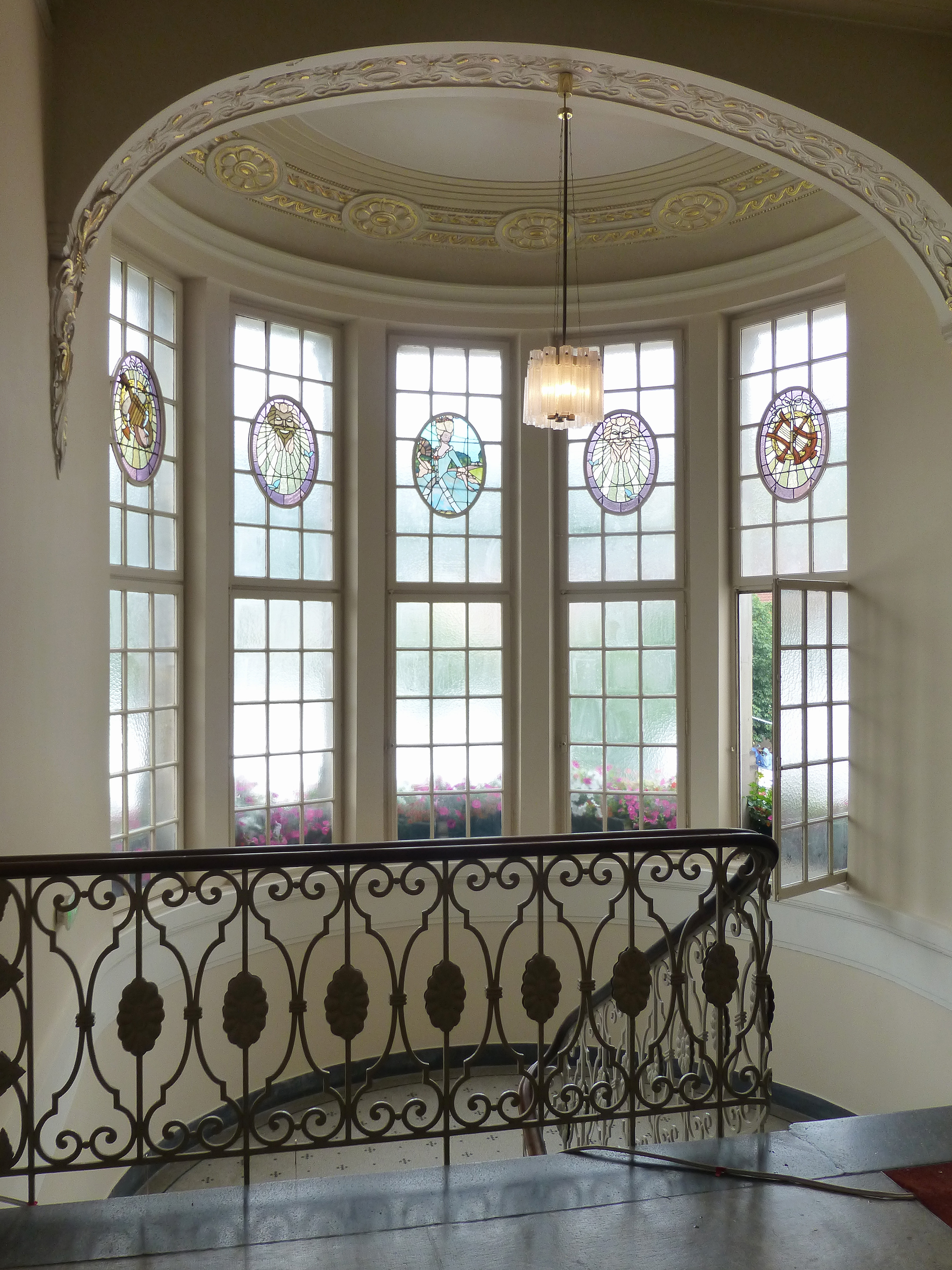
Intérieur du théâtre de Sainte-Marie-Aux-Mines réalisé par l'architecte Gustave Oberthür

### Sainte-Marie-aux-Mines
- Théâtre (1908)

### Thionville

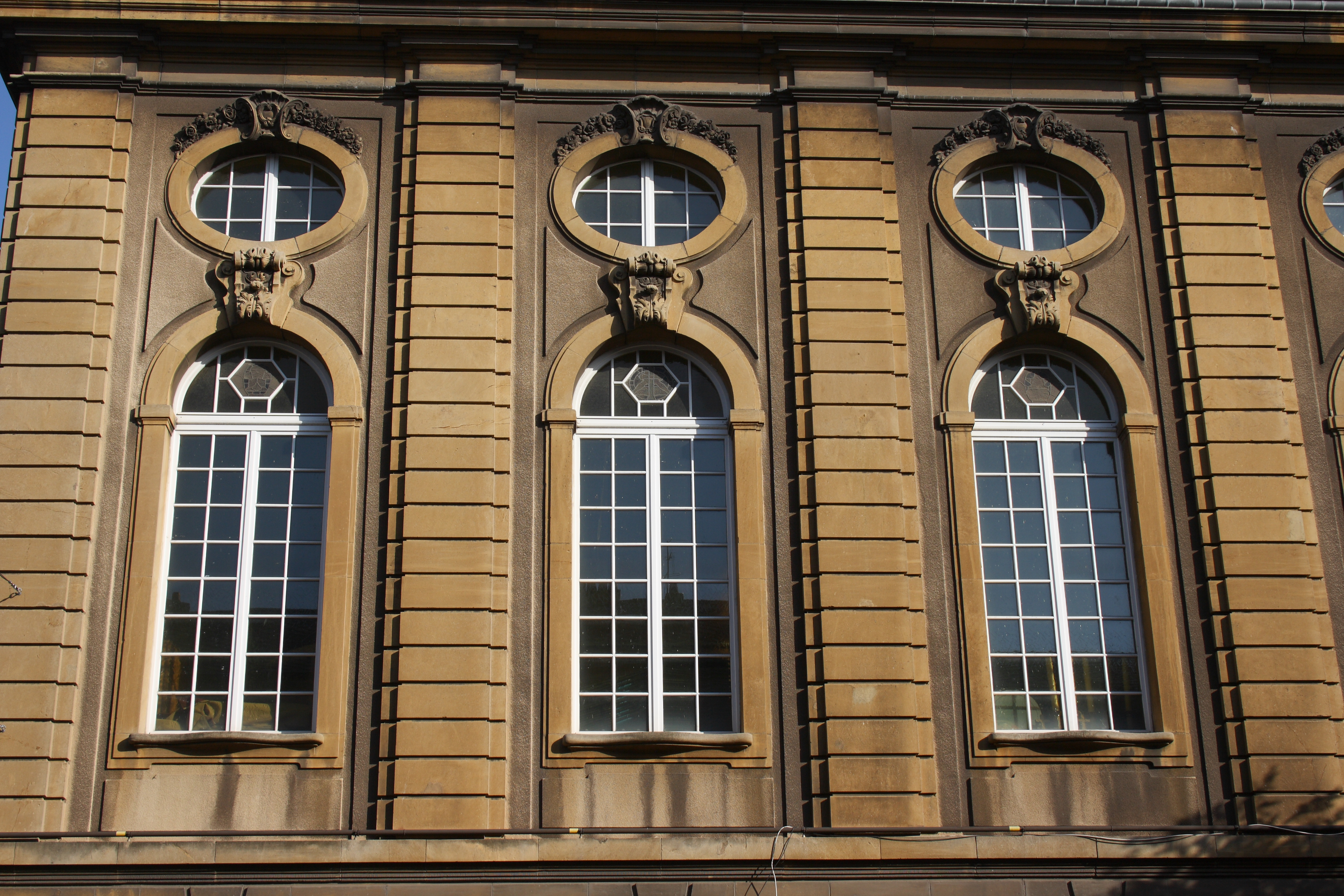
Lycée Charlemagne de Thionville construit par G. Oberthür

- Lycée Charlemagne (1910)